# Ernesto Formenti
Pour les articles homonymes, voir Formenti (homonymie).
Ernesto Formenti (né le 2 août 1927 et mort le 5 octobre 1989 à Milan) est un boxeur italien.

## Biographie
Ernesto Formenti devient champion olympique des poids plumes aux Jeux de Londres en 1948 après sa victoire en finale contre le sud-africain Dennis Shepherd. 
Formenti passe professionnel l'année suivante et remporte le titre de champion d'Italie poids plumes en 1950. Il se retire en 1954 sur un bilan de 40 victoires, 5 défaites et 3 matchs nuls.

## Parcours auxJeux olympiques
Jeux olympiques d'été de 1948 à Londres (poids plumes) :
- Bat Bela Farkas (Hongrie) aux points
- Bat Kevin Martin (Irlande) aux points
- Bat Armand Savoie (Canada) aux points
- Bat Aleksy Antkiewicz (Pologne) aux points
- Bat Dennis Shepherd (Afrique du Sud) aux points